# Guazatin
Guazatin ist ein Gemisch mehrerer chemischer Verbindungen aus der Gruppe der Guanidine.

## Gewinnung und Darstellung
Guazatin kann durch Reaktion von Octamethylendiamin mit 1,8-Dibromoctan und S-Methylisothioharnstoff  gewonnen werden. Das Produkt ist eine Mischung verschiedener Oligomere mit unterschiedlichen Substitutionsgraden:
Das Reaktionsschema ist vereinfacht, die Reaktionsprodukte enthalten noch Bromsubstituenten.

## Verwendung
Guazatin wird als Fungizid und Repellent für die Saatgutbehandlung von Getreide verwendet. Es wurde nicht als Wirkstoff in Anhang I Richtlinie 91/414/EWG und in Anhang I, IA oder IB der Richtlinie 98/8/EG aufgenommen.
In Deutschland, Österreich und der Schweiz sind keine Pflanzenschutzmittel mit diesem Wirkstoff zugelassen.

## Externe Links zu erwähnten Verbindungen
1. ↑  Externe Identifikatoren von bzw. Datenbank-Links zu S-Methylisothioharnstoff:  CAS-Nr.: 2986-19-8, PubChem: 5142, ChemSpider: 4958, Wikidata: Q27277336.